# Квентин Гелденхеус
Квентин Гелденхеус (итал. Quintin Geldenhuys; 19. јун 1981) професионални је рагбиста и репрезентативац Италије, који тренутно игра за екипу Зебре. Висок је 203 цм, тежак је 116 кг и игра у другој линији мелеа. Рођен је у ЈАР, али игра за Италију. Од 2005. до 2010. играо је за Виадану (96 мечева, 25 поена), а од 2010. до 2012. за Аирони (34 утакмице, 5 поена). Лета 2012. прешао је у Зебре. За италијанску репрезентацију дебитовао је 13. јуна 2009. против "валабиса". За репрезентацију Италије до сада је одиграо 61 тест меч.